# 弗赖斯重排反应
弗赖斯重排反应是酚酯在路易斯酸或布朗斯特酸催化下重排为邻位或对位酰基酚的反应。
反应由德国化学家 Karl Theophil Fries 首先报道。
反应常用的路易斯酸催化剂有三氯化铝、三氟化硼、氯化锌、氯化铁、四氯化钛、四氯化锡和三氟甲磺酸盐。也可以用氟化氢或甲磺酸等质子酸催化。邻、对位产物的比例取决于原料酚酯的结构、反应条件和催化剂的种类等。一般来说，对位产物是动力学控制产物，邻位产物是热力学控制产物。反应在低温（100°C 以下）下进行时主要生成对位产物，而在较高温度时一般得到邻位产物。可利用邻、对位性质上的差异来分离这两者。一般邻位异构体可以生成分子内氢键，可随水蒸气蒸出。
脂肪或芳香羧酸的酚酯都可以发生重排。因取代基影响反应，底物不能含有位阻大的基团。当酚组分的芳香环上有间位定位基存在时，重排一般不能发生。
这个方法是在酚的芳环上引入酰基的重要方法。

## 反应机理
弗赖斯重排的机理至今仍未完全清楚，可能有时为分子内的反应，而从交叉实验结果来看可能有时又为分子间的反应。一个接受较广的机理是下图所示涉及碳正离子的机理。
该机理中，首先是酚酯的羰基氧与路易斯酸性的铝原子进行配位。然后铝基重排到酚氧上，C-O 键断裂，产生酚基铝化物和酰基正离子。酰基正离子接下来在苯环上酚基的邻位或对位对其发生亲电芳香取代，再经水解得到产物羟基芳酮。

## 光弗赖斯重排
弗赖斯重排也可以在没有催化剂的情况下进行，但需要有紫外光的存在。产物仍然是邻或对羟基芳酮。这种类型的弗赖斯重排称为“光弗赖斯重排”。
光弗赖斯重排产率很低，很少用于合成。不过苯环上连有间位定位基时仍然可以进行光弗赖斯重排。
光弗赖斯重排反应为自由基机理，首先是酚酯分子被光激发，激发态的酚酯在溶剂笼中均裂为一对酚基和酰基自由基，然后酰基自由基再从邻位或对位与酚基自由基偶联，并经互变异构得到产物羟基芳酮。
酚是光弗赖斯重排的常见产物，它是由酚基自由基从溶剂笼中脱离，并从其他分子中夺取氢原子生成的。
研究显示光弗赖斯重排是以聚对苯二甲酸乙二酯（PET）制成的塑料瓶，在～40°C 和波长为 310nm 的紫外光照射下发生降解的机理之一。（这个条件类似于天气炎热时塑料瓶的降解条件）
光弗赖斯重排的一个有趣的应用是乙醇中的碳酸双(对叔丁基苯)酯在光照射下的双重排，产生双(5-叔丁基-2-羟基苯基)甲酮。

## 阴离子弗赖斯重排
阴离子弗赖斯重排指的是通过 α-卤代芳酯金属化引发的弗赖斯重排。